# Ron Reyes
Ron Reyes, ps. Chavo Pederast (ur. 24 lipca 1960) – amerykański wokalista.

## Życiorys
W 1978 dołączył do zespołu Black Flag na miejsce Keitha Morrisa, który odszedł, by założyć swój nowy zespół Circle Jerks. Black Flag potrzebowali wokalisty na koncerty w Kanadzie i zaproponowali Ronowi, aby dołączył do nich. Ron z podjęciem decyzji nie miał większego problemu, ponieważ był zagorzałym fanem Black Flag i znał ich wszystkie teksty na pamięć. Udzielał się także we wczesnej mutacji zespołu Red Cross (znanej później pod nieco zmienioną pisownią Redd Kross).
Wziął udział w nagraniu singla Black Flag pt. Jealous Again. Można go zobaczyć w filmie dokumentalnym Penelope Spheeris The Decline of Western Civilization w którym wykonał z Black Flag piosenkę Revenge, a także w żartobliwej scence, w której prezentuje swój pokój mieszkalny, którym jest ... szafa.
23 maja 1980 Reyes opuścił zespół w środku koncertu we Fleetwood w Los Angeles (muzycy wtedy zaprosili kilka osób z widowni, by odśpiewały zwrotki w piosence Louie Louie). W tym czasie pił dużo i miał dosyć przemocy na koncertach i szykan ze strony policji.
Po odejściu z zespołu wyjechał do Vancouver w Kanadzie. W Black Flag zastąpił go Dez Cadena.
Reyes został uwzględniony jako Chavo Pederast (Chavo Pederasta) na okładce singla Jealous Again, który ukazał się 3 miesiące po jego odejściu. Powodem tego złośliwego żartu był incydent, który wydarzył się w Vancouver, kiedy Black Flag wystąpili tam (już z Dezem Cadeną) przy okazji swojej trasy. Natrafili przypadkiem na kompletnie pijanego i agresywnego Reyesa (który grał w miejscowych zespołach). Reyes uderzył kamieniem Cadenę w głowę i rozbił przednią szybę w ich furgonetce, a później powiadomił władze, że Black Flag nie mają pozwolenia na pracę (w ten sposób uniemożliwił im dalsze koncerty w zachodniej Kanadzie).